# درک د لینت
درک د لینت (هلندی: Derek de Lint؛ زادهٔ ۱۷ ژوئیهٔ ۱۹۵۰) یک هنرپیشه اهل هلند است.
از فیلم‌ها یا برنامه‌های تلویزیونی که وی در آن نقش داشته است می‌توان به تأثیر عمیق، کتاب سیاه، سبکی تحمل‌ناپذیر هستی، حمله، تام و توماس و سه مرد و یک نوزاد اشاره کرد.